# Sphaerilloides rugulosus
Sphaerilloides rugulosus là một loài chân đều trong họ Armadillidae. Loài này được Miers miêu tả khoa học năm 1876.